# Tameer Commercial Tower
Der Tameer Commercial Tower ist der Name eines Wolkenkratzers auf der Insel Reem in Abu Dhabi, der Hauptstadt der Vereinigten Arabischen Emirate, der sich derzeit in einer Phase des Baustopps befindet. Begonnen wurden die Bauarbeiten im Jahr 2008. Die Fertigstellung des Turms war für 2012 geplant, jedoch wurden im Herbst 2012 die Bauarbeiten aus wirtschaftlichen Gründen eingestellt. Wann deren Wiederaufnahme erfolgt, ist unbekannt.
Das Gebäude wird nach seiner Vollendung eine Höhe von 300 Metern erreichen und damit zu Abu Dhabis höchsten Gebäuden gehören, jedoch niedriger als The Domain und The Landmark sein. Auf 74 oberirdischen Geschossen sollen Büros entstehen, die von 28 Fahrstühlen bedient werden. Das Unternehmen Tameer Holding Investment hat den Bau des Wolkenkratzers in Auftrag gegeben und für die Planung das Architekturbüro Gensler ausgewählt.